# Сан-Бартоломеу (Борба)
Сан-Бартоломе́у (порт. São Bartolomeu) — фрегезия (район) в муниципалитете Борба округа Эвора в Португалии. Территория — 0,14 км². Население — 932 жителей. Плотность населения — 6 517,5 чел/км².